# Port lotniczy Mirim
Port lotniczy Mirim (kor. 미림비행장) – port lotniczy położony w mieście Pjongjang - stolicy Korei Północnej. Użytkowany w celach wojskowych.
Dodatkowym kodem stosowanym dla lotniska po II wojnie światowej (także w trakcie wojny koreańskiej) przez USAF był K-24.

## Drogi startowe i operacje lotnicze
Operacje lotnicze wykonywane są z betonowej drogi startowej:
- RWY 09/27, 1314 × 21 m